# Ion Dumitrescu (sportiv)
Ion Dumitrescu (n. 18 iulie 1925, București, România – d. 1999) a fost un trăgător de tir român, laureat cu aur la Roma 1960. 
În cariera sa sportivă a obținut 14 titluri de campion național. A fost autorul unor recorduri în premieră: 
- 1955 - realizează de două ori performanța absolută, 100 de talere din 100 posibile;
- 1960 - 298 de talere din 300 posibile.

La CM obține în 1958 medalia de bronz cu echipa de skeet, în 1961 obține medalia de bronz la talere trap; în 1966 medalia de argint cu echipa de talere trap. La CE din 1966 câștigă medalia de argint cu echipa la talere trap. În 1960 cucerește medalia de aur și titlul de campion olimpic, în proba individuală de talere trap la JO de la Roma, cu 192 de talere.
La JO mai realizează în 1964 (Tokyo) - locul V (193 talere), 1968 (Mexic) - locul XI (193), 1972 - locul XXX (183).
I s-a acordat titlul de Maestru emerit al sportului la talere. În 1960 a fost decorat cu 
Ordinul Muncii clasa I.